# One Night in Miami...
One Night in Miami... é um filme de drama estadunidense de 2020 sobre um encontro ficcional de Malcolm X, Muhammad Ali, Jim Brown e Sam Cooke em um quarto de hotel em Miami, em fevereiro de 1964, celebrando a surpreendente vitória de Ali sobre Sonny Liston. É o primeiro filme dirigido por Regina King, a partir de um roteiro de Kemp Powers baseado em sua peça teatral homônima, e estrelado por Kingsley Ben-Adir, Eli Goree, Aldis Hodge e Leslie Odom Jr.
O Festival de Cinema de Veneza sediou a estreia mundial em 7 de setembro de 2020, que nunca havia selecionado um filme dirigido por um afro-americano antes. Os críticos foram extremamente positivos, elogiando a direção de King, as performances e a escrita.
A Amazon Studios agendou seu lançamento limitado no cinema para 25 de dezembro de 2020, antes de ser lançado digitalmente no Prime Video em 15 de janeiro de 2021.

## Elenco
- Kingsley Ben-Adir como Malcolm X
- Eli Goree como Muhammad Ali
- Aldis Hodge como Jim Brown
- Leslie Odom Jr. como Sam Cooke
- Lance Reddick como Brother Kareem
- Nicolette Robinson como Barbara Cooke
- Michael Imperioli como Angelo Dundee
- Beau Bridges como Mr. Carlton
- Marisa Miller
- Joaquina Kalukango como Betty Shabaz
- Jerome A. Wilson como Elijah Muhammad
- Amondre D. Jackson como L.C. Cooke
- Aaron D. Alexander como Sonny Liston
- Christian Magby como Jamaal
- Lawrence Gilliard Jr. como Drew Bundini Brown
- Jeremy Pope como Jackie Wilson
- Christopher Gorham como Johnny Carson